# Tour della nazionale maschile di rugby a 15 del Sudafrica 1951-1952
È un tour storico per gli Springboks che non solo conquistano il Grande Slam battendo le 4 nazionali britanniche ma battono anche la Francia, i Barbarians e qualunque avversario gli si pari davanti ad eccezione delle London Counties, selezione dei migliori giocatori (inglesi e non) delle squadre londinesi.

## Il team
- Management
- Manager: F.W. Mellish
- Captain: Basil Kenyon
- Estremi
- J.U. Buchler (Transvaal)
- A.C. Keevey (Eastern Transvaal)
- Tre-quarti
- P.G. Johnstone (Western Province)
- M.T. Lategen (Western Province)
- F.P. Marais (Boland)
- J.K. Ochse (Western Province)
- M.J. Saunders (Border)
- R.A. van Shoor (Rhodesia)
- D.J. Sinclair (Transvaal)
- S.S. Viviers (Orange Free State)
- Mediani
- J.D. Brewis (Northern Transvaal)
- D.J. Fry (Western Province)
- J.S. Oelofse (Transvaal)
- P. A. du Toit (Northern Transvaal)
- Avanti
- W.H.M. Bernard (Griqualand West)
- H.J. Becker (Northern Transvaal)
- G. Dannhauser (Transvaal)
- W.H. Delport (Eastern Province)
- E. Dinkelmann (Northern Transvaal)
- S.P. Fry (Western Province)
- A. Geffin (Transvaal)
- B.J. Kenyon (Border) ‘'capt.'’
- A.C. Koch (Boland)
- Hennie Muller (Transvaal)
- B. Myburgh (Eastern Transvaal)
- J.A. Pickard (Western Province)
- Salty du Rand (Rhodesia)
- F.E.B. van der Ryst (Transvaal)
- P.W. Wessels (Orange Free State)
- C.J. van Wyk (Transvaal)

## Risultati
| 10 ottobre 1951 | South east Counties | 6 – 31 | Sudafrica XV |  |

| Plymouth 13 ottobre 1951 | South West Counties | 8 – 17 | Sudafrica XV |  |

| Pontypool 18 ottobre 1951 | Pontypool & Newbridge | 6 – 15 | Sudafrica XV |  |

| Arbitro: | C. Joynson |

|                                              |           |                                        |
| mete: Bleddyn Williams c.p. Bill Tamplin (2) | Marcatori | mete: Ochse (2) Oelofse trasf.: Brewis |

| Llanelli 23 ottobre 1951 | Llanelli RFC | 11 – 20 | Sudafrica XV | Stradey Park |

| Birkenhead 27 ottobre 1951 | North West Counties | 9 – 16 | Sudafrica XV | Birkenhad Park |

| Edimburgo 31 ottobre 1951 | Glasgow and Edinburgh | 11 – 43 | Sudafrica XV |  |

| 3 novembre 1951 | North East Counties | 8 – 19 | Sudafrica XV |  |

| Cambridge 8 novembre 1951 | Cambridge University | 0 – 3 | Sudafrica XV |  |

| Londra 10 novembre 1951 | London Counties | 11 – 9 | Sudafrica XV | Twickenham |

| Oxford 15 novembre 1951 | Oxford University | 3 – 24 | Sudafrica XV |  |

| Neath 17 novembre 1951 | Abevaron and Neath RFC | 0 – 22 | Sudafrica XV |  |

| Arbitro: | Micheal Dowling |

|  |           | |
|  | Marcatori | mete: Delport Dinkelmann, du Rand Koch 2, Lategan Muller, van Schoor van Wyk trasf.: Geffin 7 Drop: Brewis |

| Aberdeen 28 novembre 1951 | North of Scotland | 3 – 14 | Sudafrica XV |  |

| Belfast 1º dicembre 1951 | Ulster Rugby | 5 – 27 | Sudafrica XV | Ravenhill |

| Arbitro: | William Murdoch |

|                             |           |                                                            |
| mete: Browne trasf.: Murphy | Marcatori | mete: Ochse van Schoor van Wyk 2 trasf.:Geffin Drop:Brewis |

| Limerick 11 dicembre 1951 | Munster | 6 – 11 | Sudafrica XV | Thormond Park |

| Swansea 15 dicembre 1951 | Swansea RFC | 3 – 11 | Sudafrica XV | St. Helen's |

| Arbitro: | Noel Lambert |

|                        |           |                          |
| mete: Bleddyn Williams | Marcatori | mete: Ochse Drop: Brewis |

| Londra 26 dicembre 1951 | Combined Services | 8 – 24 | Sudafrica XV | Twickenham |

| Leicester 29 dicembre 1951 | East Midlands | 0 – 3 | Sudafrica XV | Welford Road |

| Arbitro: | William Murdoch |

|            |           |                                          |
| mete: Winn | Marcatori | mete: du Toit trasf.: Muller c.p.:Muller |

| Newport 10 gennaio 1952 | Newport RFC | 6 – 12 | Sudafrica XV | Rodney Parade |

| Bristol 12 gennaio 1952 | Western Counties | 5 – 16 | Sudafrica XV |  |

| Coventry 16 gennaio 1952 | Midland Counties | 8 – 19 | Sudafrica XV |  |

| Hawick 19 gennaio 1952 | South of Scotland | 3 – 13 | Sudafrica XV |  |

| Arbitro: | M. Dowling |

|              |           |                                                              |
| mete: Elliot | Marcatori | mete: Ochse, van Wyk trasf.: Keevy c.p.: Keevy (2) Johnstone |

| Lione 2 febbraio 1952 | South East France | 3 – 9 | Sudafrica XV |  |

| Bordeaux 7 febbraio 1952 | South West France | 12 – 20 | Sudafrica XV |  |

| Tolosa 9 febbraio 1952 | Francia B | 6 – 9 | Sudafrica XV |  |

| Arbitro: | Michael Dowling |

|                  |           |                                                                                                |
| Drop: Carabignac | Marcatori | mete: Delport Dinkelmann, Johnstone 2 Muller, van Wyk trasf.:Johnstone, Muller c.p.: Johnstone |